# Little Brickhill
Pour les articles homonymes, voir Brickhill.
Little Brickhill est un village et une paroisse civile du Buckinghamshire, en Angleterre, situé dans le borough de Milton Keynes.
Il apparaît sous le nom Brichelle dans le Domesday Book.